# Andreas Bruzelius (läkare)
Andreas Fritz Bruzelius, född den 20 augusti 1865 i Österslövs församling, Kristianstads län, död den 20 oktober 1964 i Kristianstad, var en svensk läkare. Han var son till Andreas Bruzelius och måg till Carl af Petersens. 
Bruzelius avlade mogenhetsexamen 1885 och blev student vid Lunds universitet samma år. Han avlade medicinsk-filosofisk examen där 1887, medicine kandidatexamen 1893 och medicine licentiatexamen vid Karolinska institutet i Stockholm 1900. Bruzelius var amanuens vid patologiska institutionen i Lund 1890–1903, tillförordnad lasarettsläkare i Kristianstad 1893–1898, underläkare vid barnsjukhuset Samariten 1898–1900 och praktiserande läkare i Kristianstad från 1900. Han blev bataljonsläkare i Fältläkarkårens reserv 1903, i Södra Skånska infanteriregementet 1905, andre stadsläkare och läkare vid Epidemisjukhuset i Kristianstad 1905, bataljonsläkare vid Wendes artilleriregemente sistnämnda år, regementsläkare i Fältläkarkåren 1917, regementsläkare vid Wendes artilleriregemente 1919, fältläkare i Fältläkarkårens reserv 1927 och järnvägsläkare 1928. Bruzelius blev riddare av Vasaorden 1917, av Nordstjärneorden 1926 och av Carl XIII:s orden 1932. Han vilar på Österslövs kyrkogård.